# John Tukey
John Wilder Tukey, (New Bedford, Massachusetts, 1915. június 16. – New Brunswick, New Jersey, 2000. július 26.) amerikai matematikus, statisztikus. A Brown Egyetem kémia szakán végzett és doktorált, majd 1938-ban matematikából is szerzett doktori fokozatot a Princetoni Egyetemen. A számítógépek alkalmazásának egyik úttörője, ő alkotta meg a „bit” és a "software" kifejezéseket.

## Élete
1936-ban végzett a Brown egyetem kémia szakán. Az ezt követő három évben doktori címet szerzett kémiából a Brownon, és két év alatt matematikait a Princetoni Egyetemen. 35 évesen professzor volt, és 1965-ben az alapító elnöke az egyetem statisztika tanszékének. Konzultánsként is dolgozott számos cégnek, mint például az Educational Testing Service, Xerox vagy a Merck. 1960 és 1980 között segített megtervezni az NBC televíziós társaság közvéleménykutatásait, melyekkel a választásokat követte. Mint princetoni professzor és kutató az AT&T Bell Labs-jénél Tukey fontos elméleteket dolgozott ki arról, hogyan lehet adathalmazokat analizálni és érthetően bemutatni.
Mégis talán legismertebb műve a „software” (magyarul: szoftver) kifejezés, melyet a kezdeti számítógépeken futó programokra alkalmazott. Legelőször az 1958-ban kiadott American Mathematical Monthly című folyóiratban jelent meg. Szintén ő alkotta meg a „bit” kifejezést, mellyel a kettes számrendszerbeli számjegyeket (azaz 0 és 1, angolul binary digit) jelöljük.